# Peter Wuffli
Peter A. Wuffli, né le 26 octobre 1957, est un homme d'affaires et banquier suisse qui a été nommé président et chef de la direction d'UBS en décembre 2001, après avoir été directeur d'UBS Asset Management et directeur financier de l'entreprise.

## Biographie
Peter Wuffli est le fils de Heinz R. Wuffli, qui est directeur général du Crédit Suisse de 1967 à 1977, date à laquelle il démissionne en raison du Scandale de Chiasso. 
Peter Wuffli étudie à l'Université de Saint-Gall, où il obtient un doctorat en 1984. En 1989, il suit le programme de gestion avancée de la Wharton School de l'Université de Pennsylvanie.
En 1984, il rejoint McKinsey & Company en tant que consultant en gestion et, en 1990, devient partenaire de la direction générale de McKinsey Suisse. Il commence sa vie professionnelle en étudiant à l’économie pour le Neue Zürcher Zeitung à l’Université de Saint-Gall.
De 1994 à 1998, il est directeur financier de SBC et membre de la direction du groupe à Bâle. Après la fusion de 1998, il rencontre Marcel Ospel.
Peter Wuffli quitte son poste de PDG d'UBS le 6 juillet 2007. Il a renoncé à environ 10 millions de dollars de paiements.
Lui et sa femme Susanna ont trois enfants. Son passe-temps est l'opéra.

## Autres engagements
En décembre 2006, Peter Wuffli et son épouse fondent la Fondation Elea pour l'éthique dans la mondialisation.
Il est président du conseil d'administration de Partners Group, membre du conseil d'administration de l'Opernhaus à Zurich, membre du comité exécutif et président du conseil d'administration de l'IMD Institut international pour le développement de la direction à Lausanne.
Il a été président de l'association des Amis du PLR (parti libéral-radical) (Freunde der FDP), fondée en 2004 pour soutenir le parti politique suisse PLR, dont il est membre depuis sa jeunesse.

## Déclarations
Il a annoncé que les salaires des cadres dirigeants d'UBS augmentaient en moyenne de 21%.
- « UBS reconnaît que de très graves erreurs ont été commises. »

– Après qu'UBS a été condamnée à une amende le 10 mai 2004, 100 millions de dollars par la Réserve fédérale américaine pour avoir transféré illégalement des dollars d'un dépôt de la Fed - un compte créé par la Fed dans une banque commerciale - chez UBS en Iran, à Cuba et dans d'autres pays sous un embargo américain.
- « Je comprends que de nombreuses personnes se posent des questions critiques pour savoir si des profits élevés et des suppressions d'emplois sont justifiables. Je n'ai pas mauvaise conscience à ce sujet, je suis ravi du succès d'UBS ».

– Dans un entretien avec l'hebdomadaire SonntagsZeitung, en 2004
- « Un banquier n'est naturellement pas aimé. » (« Ein Banker ist von Natur aus nicht beliebt. »)

– Dans un entretien avec l'hebdomadaire Weltwoche
- « Je suis fier de ce que je fais et je suis fier des succès. »

– Dans un entretien avec Swissinfo le 7 novembre 2002
- « Nous avons une érosion de la confiance et je pense que si vous remontez dans le passé, chaque bulle a essentiellement conduit à des abus, à des fraudes, à des comportements contraires à l'éthique et nous constatons la même chose. »

–Dans un entretien avec Swissinfo le 7 novembre 2002
- « La question est la suivante : à qui comparez-vous un dirigeant ? Traditionnellement, un dirigeant est comparé à un employé à salaire fixe. Nous devrions les comparer beaucoup plus avec des entrepreneurs qu'avec des salaires fixes. »

– Dans un entretien avec Swissinfo le 7 novembre 2002
- « Une entreprise est aussi éthique que ses employés. »